# Portas do Mar

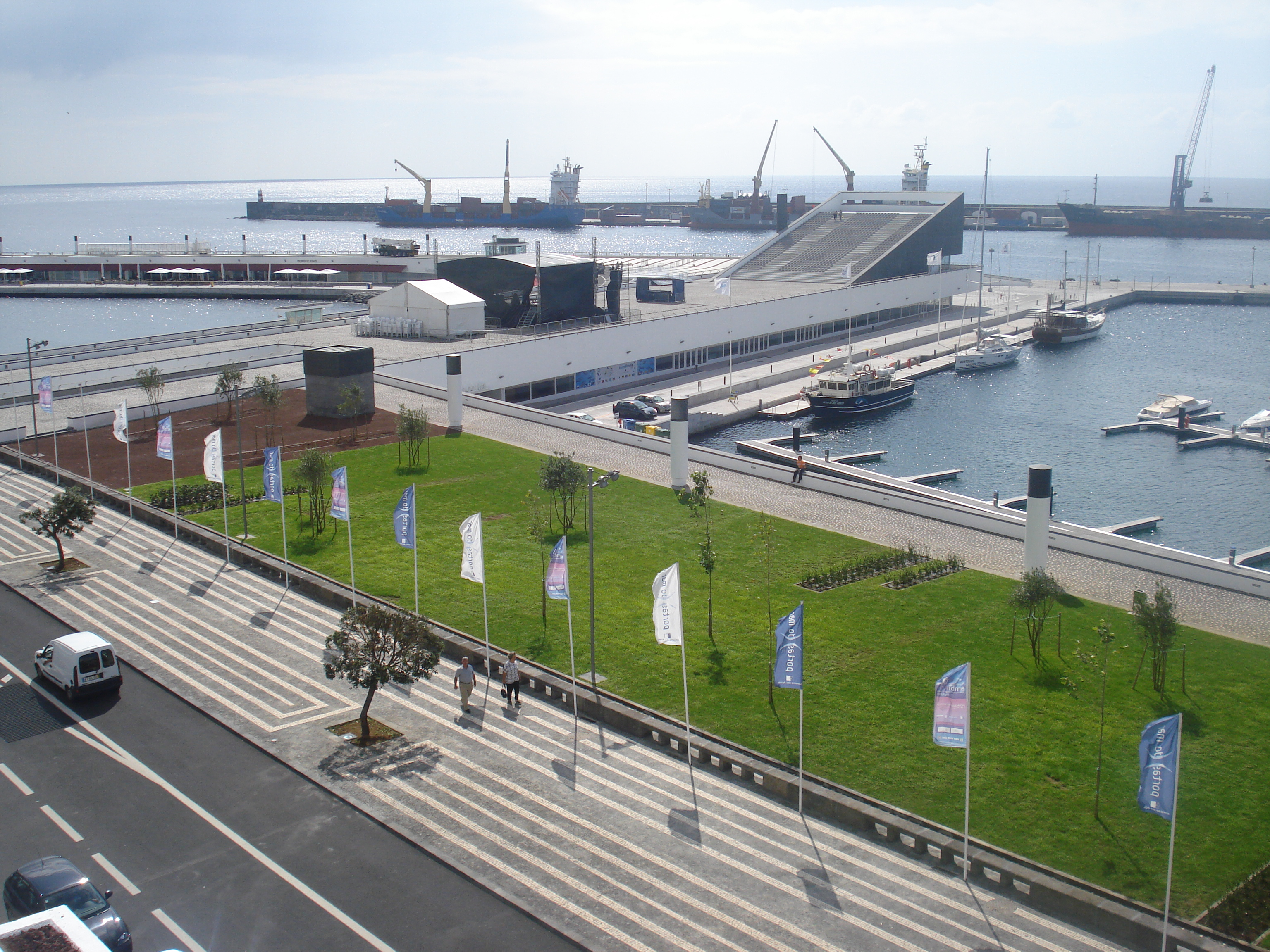
Vista general.

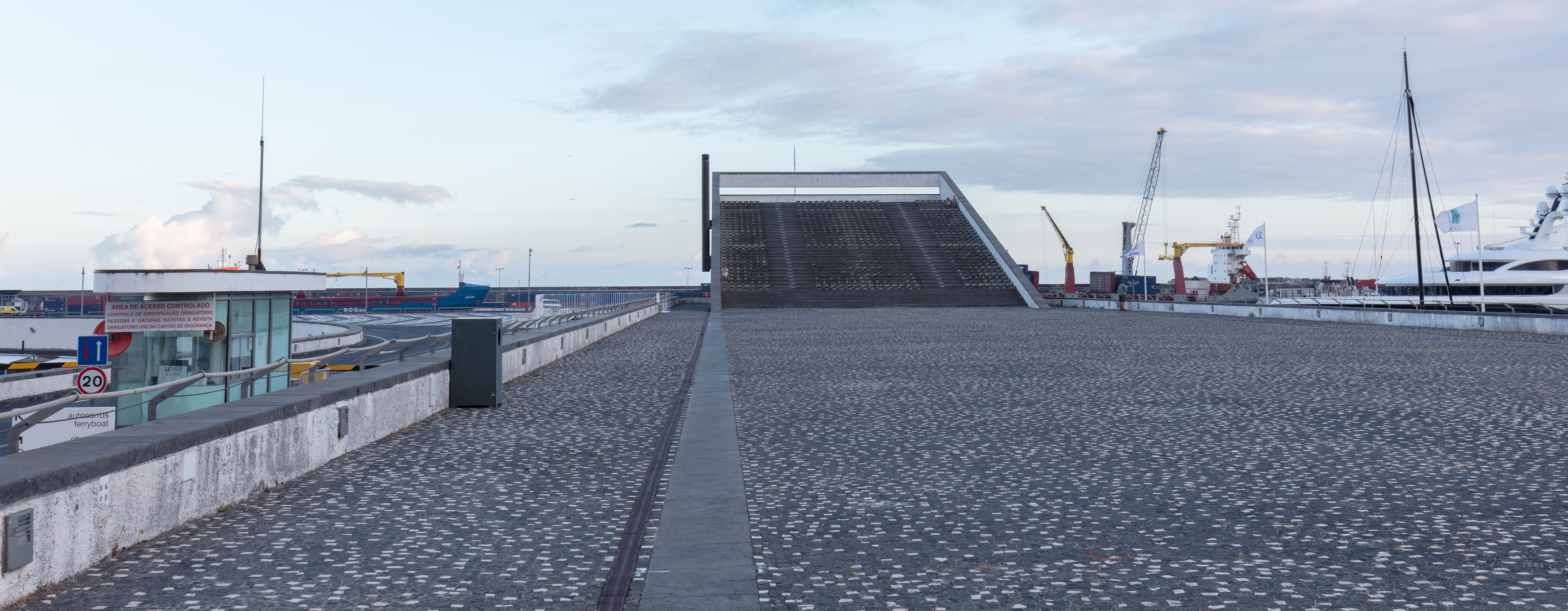
Plataforma superior.

Las Portas do Mar (Puertas del Mar) se localizan en la ciudad de Ponta Delgada, en la isla de San Miguel, Azores, Portugal.
Se trata de un conglomerado de instalaciones, inaugurado en 2008, que modernizó y dinamizó la orilla marítima de la ciudad, asociando una terminal marítima de cruceros y un puerto deportivo, con equipamientos públicos, tales como una piscina, parque de aparcamiento subterráneo y anfiteatro, así como un espacio comercial con restaurantes y tiendas. El proyecto es obra del arquitecto Manuel Salgado.
Estas instalación permitió la atracción de cruceros modernos a la ciudad que incluyen Ponta Delgada en sus rutas turísticas, dinamizando el turismo en términos de comercio y de servicios.